# César d’Albret

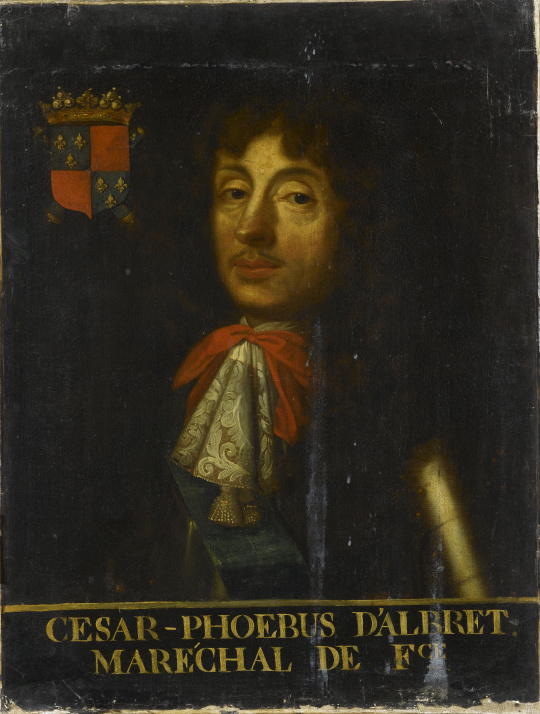
César Phoebus d’Albret, Marschall von Frankreich, Anonym, 17. Jahrhundert, Schloss Versailles

César Phoebus d’Albret (* wohl 1614; † 3. September 1676 in Bordeaux, 62 Jahre alt) war Comte de Miossens, Sire de Pons, Prince de Mortagne, Souverain de Bedeilles, Ritter des Ordens vom Heiligen Geist, Gouverneur von Guyenne. Als entfernter Verwandter des Königs Heinrich IV., Vetter des Marquis de Montespan, Anhänger Anna von Österreichs und Kardinal Mazarins während der Fronde und weniger aufgrund seiner Verdienste wurde er zum Marschall von Frankreich ernannt.

## Leben
César Phoebus d’Albret ist der Sohn von Henri II. d’Albret, Comte de Marennes, Baron de Pons et de Miossens, Souverain de Bedeilles etc., und Anne de Pardaillan de Gondrin, Dame d’Escandille. Unter dem Namen Miossens machte er seine ersten Erfahrungen beim Militär im Kampf gegen Spanien im Dienst der Republik der Sieben Vereinigten Provinzen unter dem Kommando von Moritz von Oranien und Jan van Werth.
1635 wurde er Maître de camp eines französischen Infanterieregiments an der Seite seines Vaters in der lothringischen Armee und kommandierte 1636 ein Infanterieregiment (das Régiment de Miossens) bei der Belagerung von Corbie. 1639 war er Kapitän im Garderegiment und wurde 1644 Guidon, dann Lieutenant des Gendarmes de la Garde ordinaire du Roi, das ihm als Seconde während der Fronde (1648–1653) unterstand.
Obwohl mit dem jungen Louis II. de Bourbon, prince de Condé, vertraut, schloss er sich Mazarin an: im Januar 1650 brachte er die verhafteten Conti, Condé und Longuville in den Donjon des Schlosses Vincennes.
Als Belohnung für seine loyale Haltung versprach Mazarin ihm den Rang eines Marschalls. Aber der Minister der Königin hatte zu dieser Zeit andere viel ernstere Sorgen hinsichtlich der Entwicklung der Fronde. Erst im Februar 1653 gelang es César Phoebus unter Schwierigkeiten, durch Prozesse und Hofintrigen, den Marschallsstab zu bekommen.
Als Maréchal de camp diente er 1646 bei der Belagerung und Eroberung von Mardyck (August) und Dunkerque (September/Oktober). Am 15. Februar 1653 wurde er zum Marschall von Frankreich ernannt, den Amtseid legte er am 1. Juni 1563 ab. „Er war damals 39 Jahre alt und hatte sehr wenig gedient, nie irgendwo als Kommandeur und seitdem den Krieg nicht mehr gesehen.“ Der Abbé d’Aumont, der eine Loge in der Comédie gemietet hatte und die der Marschall sich angeeignet hatte, schrie, als er gezwungen wurde, seinen Sitz abzutreten: „Seht den schönen Marschall, er hat nie etwas anderes als meine Loge eingenommen!“
César Phoebus d’Albret heiratete am 6. Februar 1645 Madeleine de Guénégaud, Tochter von Gabriel de Guénégaud, Seigneur du Plessis-Belleville, und Marie de la Croix de Plancy, Vicomtesse de Semoine, Schwester des Secrétaire d’État Henri du Plessis-Guénégaud. Aus dieser Ehe bekam er eine Tochter, Marie d’Albret (* 1650; † 13. Juni 1692 in Paris), die am 2. März 1662 (mit Dispens des Papstes aufgrund der Verwandtschaft) mit ihrem Vetter Charles Amanieu d’Albret, Sire de Pons, Comte de Marennes, genannt le Marquis d’Albret, Sohn von François-Alexandre d’Albret, Sire de Pons, Comte de Marennes, und Anne Poussard, verheiratet wurde. Charles Amanieu d’Albret wurde am 6. August 1678 im Château de Pinon getötet, Marie schloss am 1. März 1683 ihre zweite Ehe mit Charles de Lorraine (1648–1708), Comte de Marsan, Sire de Pons, Prince de Mortagne († 13. November 1709).
Mit Unterstützung des Marschalls Turenne wurde César Phoebus d’Albret am 31. Dezember 1661 in den Orden vom Heiligen Geist aufgenommen. Im November 1670 wurde er durch die Gunst der Madame de Montespan, Mätresse des Königs Ludwig XIV., zum Gouverneur von Guyenne ernannt. 1675 gelang es ihm nicht, in Bordeaux den Aufstand gegen die neue Steuer auf Stempelpapier mit Hilfe der Garnison in den Griff zu bekommen, hier mussten königliche Truppen eingreifen, um die Ordnung wiederherzustellen.
Saint-Simon zeichnete ein scharfes und kompromissloses Porträt von ihm: „Er war ein Mann mit Witz, Hand, Kopf und noch mehr Intrigen ...“ Und: „Er war ein Mann, der, ohne viel und nie als Kommandeur gedient zu haben, sich für seinen Witz, seine Kühnheit, seine Gewandtheit und seine Pracht ansehen ließ.“
Er hatte Beziehung zu Françoise d’Aubigné, der späteren Marquise de Maintenon, wobei sie selbst schreibt: „Der Marschall d’Albret ist mein Freund zu allen Zeiten: ich wüsste nicht, dass er mein Liebhaber gewesen sei.“ Als Witwe von Paul Scarron floh sie ins Hôtel d’Albret, das César Phoebus d’Albret von seinem Schwiegervater geerbt hatte. Dort traf sie Madame de Montespan, die angeheiratete Kusine des Marschalls, und Bonne d’Heudicourt (ihre Verwandte aus der Familie Pons), deretwegen Madame de Montespan ihr die Kinder anvertraute, die sie von Ludwig XIV. hatte.